# Bénédict Morel
Bénédict Augustin Morel (Viena, 22 de novembro de 1809 – Ruão, 30 de março de 1873) foi um psiquiatra franco-austríaco.
Morel foi o primeiro a utilizar o termo démence precoce (latim, dementia praecox ou demência precoce) que se referia ao que hoje é conhecido como esquizofrenia. Em 1857 publicou Traité des dégénérescences physiques, intellectuelles et morales de l'espèce humaine et des causes qui produisent ces variétés maladives, no qual argumenta que algumas doenças são causadas por degeneração.
Médico educado na França, que em seu tratado coloca que diversos estigmas físicos e psíquicos degenerativos explicariam as deformidades detectadas pelo mesmo em loucos e delinqüentes. Referida degeneração, por sua vez, daria lugar a distintas enfermidades mentais: epilepsia, debilidade, loucura e, inclusive, ao comportamento delitivo. Loucura, crime e degeneração estariam  significativamente associados